# Яванский баклан
Яванский бакла́н (лат. Microcarbo niger) — вид морских птиц из семейства баклановых (Phalacrocoracidae). Широко распространён практически по всему Индокитаю. Монотипичен.

## Описание
Размер яванского баклана — 51—56 см, масса — 360—525 г. Размах крыльев — 90 см.
Гнездящаяся взрослая особь имеет чёрное или буровато-чёрное оперение, с небольшим, часто уплощенным, прямостоячим хохолком на темени. В начале сезона размножения имеет несколько отдельных белых волосков, в основном на голове. Оперение на бровях и вокруг глаз — с заметными белыми точками.
Большая часть оперения тела имеет блеск от голубовато-зелёного до черновато-пурпурного, мантия почти однородная, лопатки и кроющие крыла в основном черновато-серые до серебристо-серых с чёрной каймой, придающей чешуйчатый вид. Хвост черноватый.
С наступлением сезона размножения голова и верхняя часть шеи могут стать темно-каштановыми. У негнездящихся взрослых окраска более тусклая, слегка коричневатая, особенно на голове и шее. Контрастно белое на передней части лица, блеск на лопатках и крыльях, возможно, более зеленоватый, чем серебристый.
Радужная оболочка глаза черноватая. В начале сезона размножения клюв чёрный или черновато-серый, обычно с роговым наростом на кончике. Ноги и ступни черновато-серые, перепонки розоватые или тёмно-бурые. Половой диморфизм отсутствует.
Молодые особи в основном черновато-коричневые с белым горлом, клюв розовы с серыми пятнами. Последующее оперение тёмно-коричневое на голове и большей части шеи, с белым горлом, остальное оперение черновато-коричневое с узкой бледно-коричневой каймой, большинство кроющих перьев крыла сходны с аналогичными перьями взрослых, но узко окаймлены коричневым.
Напоминает других мелких длиннохвостых бакланов, очень похож на Microcarbo pygmaeus по размеру, строению и оперению, но, возможно, более стройный и слегка с большей головой, так же отличается цветом радужки и кожи лица.

## Распространение, места обитания и биология
В основном населяет пресноводные водоемы на низменностях, включая пруды, реки, озёра, болота, каналы и рисовые поля. Также встречается на побережьях, в эстуариях и мангровых зарослях. В дельте Меконга, Вьетнам, встречается в большинстве пресноводных и прибрежных водно-болотных угодий, и является одной из немногих крупных водных птиц, которая встречается на сильно нарушенных территориях, прилегающих к рисовым полям.
В основном ведет оседлый образ жизни, но во время муссонов перемещается и иногда встречается на временно затопленных территориях. Обычно гнездится на деревьях или в кустарниках на затопленных участках.

## Поведение

### Песня
Обычно молчаливы, кроме как вблизи гнезда или насеста. У гнезда — низкое ворчание и стоны, а также низкие тональные «а-а-а» и «кок-кок-кок». В больших колониях птиц на гнездах слышен рокочущий шум.

### Питание
Питается в основном мелкими пресноводными рыбами, также лягушками и головастиками. Питается в основном преследующим нырянием. Иногда охотится совместно.

### Размножение
Сезон размножения в основном с июня по август. Гнездится колониями, иногда с большой плотностью, часто в компании с другими водными птицами, включая цапель, змеешеек и других бакланов.
Гнездится на деревьях над водой, в кустарниках, тростниковых зарослях, зарослях бамбука. Гнездо состоит из палок и листьев. Обычно откладывает четыре яйца (2—6). Птенцы голые, приобретают тёмно-чёрный пух.
В строительстве гнезда принимают участие оба члена пары. Инкубация продолжается 14—21 день. Птенцы оперяются в возрасте 17—29 дней.

## Классификация
Вид был описан Луи Пьером Вьейо в 1817 году. В прошлом иногда рассматривался как подвид малого баклана (Microcarbo pygmaeus). Монотипичен.

## Охранный статус
Не находится под глобальной угрозой исчезновения (LC). Широко распространен в своем относительно обширном ареале.
Предположительно, он испытывает некоторые негативные последствия деградации водно-болотных угодий, которая происходит в больших масштабах по всему его ареалу, и некоторую угрозу из-за охоты в Юго-Восточной Азии.